# 172
| 172                |
| ------------------ |
| Dødsfald - Fødsler |
|                    |

| Gregoriansk kalender | 172 CLXXII              |
| Ab urbe condita      | 925                     |
| Armensk kalender     | I/T                     |
| Kinesiske kalender   | 2868 – 2869 辛亥 – 壬子 |
| Etiopisk kalender    | 164 – 165               |
| Jødisk kalender      | 3932 – 3933             |
| Hindukalendere       |                         |
| - Vikram Samvat      | 227 – 228               |
| - Shaka Samvat       | 94 – 95                 |
| - Kali Yuga          | 3273 – 3274             |
| Iransk kalender      | 450 BP – 449 BP         |
| Islamisk kalender    | 464 BH – 463 BH         |

Se også 172 (tal)

## Født
- Maximinus 1. Thrax, romersk kejser